# George Clifford Sziklai

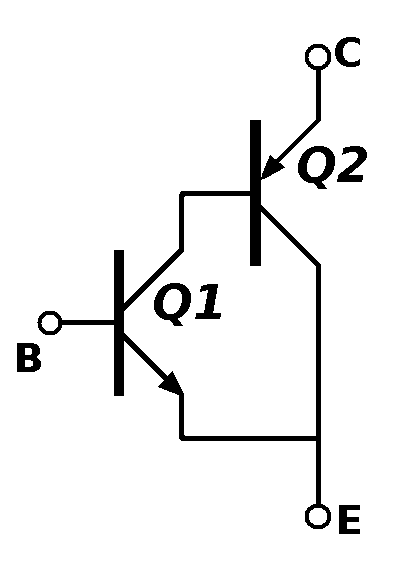
Układ Sziklaiego

George Clifford Sziklai (ur. 9 lipca 1909 w Budapeszcie, Węgry, zm. 9 września 1998 w Los Altos, Kalifornia, USA) – amerykański inżynier i wynalazca pochodzenia węgierskiego. 
Studiował na budapeszteńskim uniwersytecie i w Instytucie Technicznym w Monachium, do USA wyemigrował w 1930. Zatrudnił się najpierw w firmie Radio Corporation of America, następnie w Westinghouse Electric Company, wreszcie w 1967 laboratorium badawczym firmy Lockheed w Palo Alto.
Sziklai był autorem i współautorem około 200 patentów, wśród nich znajduje się ortikon obrazowy (lampa wykorzystywana w kamerach telewizyjnych do lat 60.), tranzystorowy układ, któremu nadano nazwę od jego nazwiska (układ Sziklaiego), a także winda szybkobieżna.